# Saltkompaniets hus

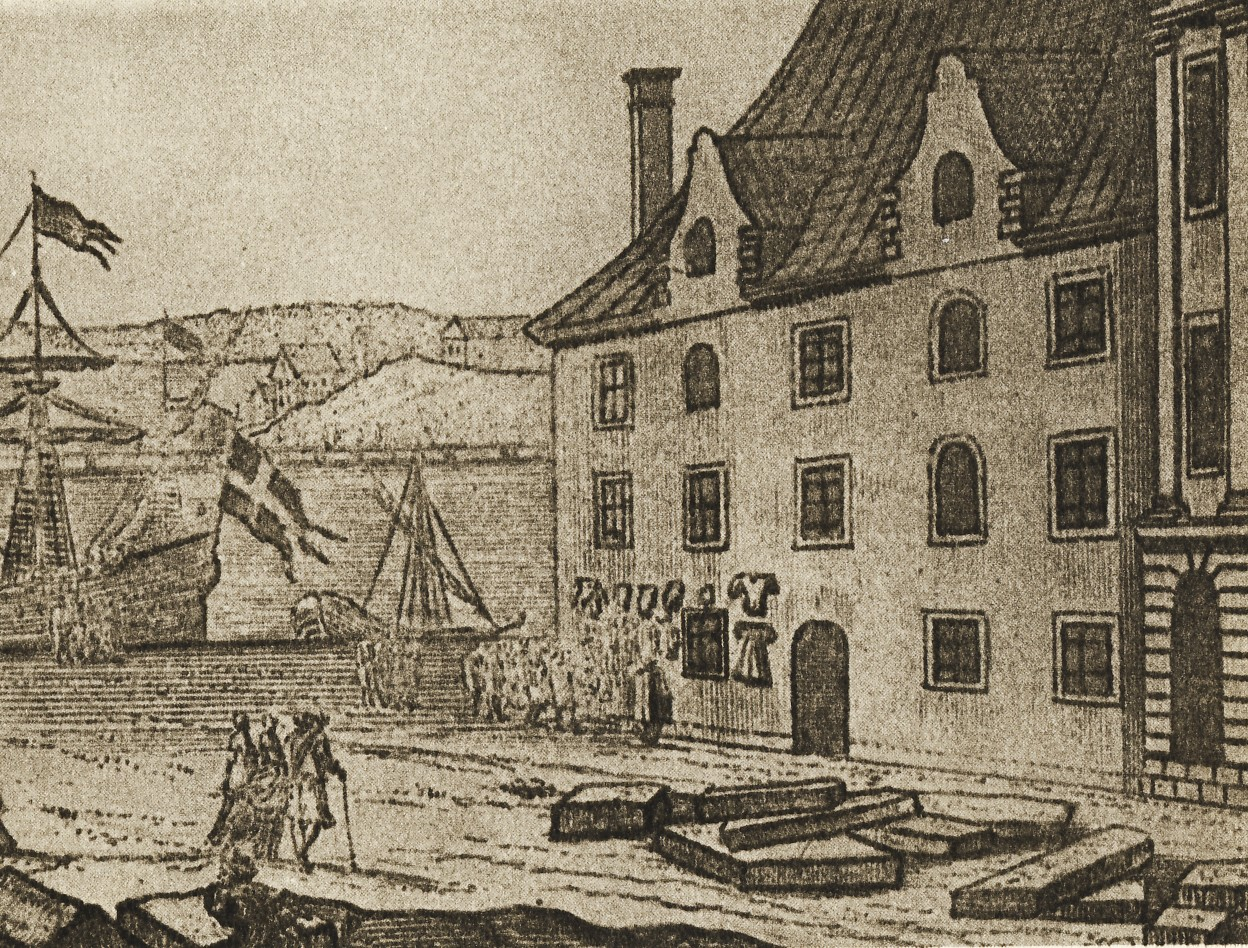
Saltkompaniets packhus i slutet av 1600-talet

Saltkompaniets hus var en byggnad som låg i kvarteret Æolus i hörnet Skeppsbron 2 och Slottsbacken i Stockholm.

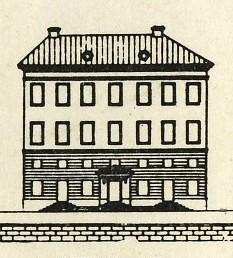
Saltkompaniets hus på 1700-talet

Saltkompaniets hus var ett packhus som Västerviks skeppskompani (även kallat Stora Saltkompaniet) lät bygga 1647 på tomtens nordöstra del. På tomtens nordvästra del hade Henrik Klasson Fleming samma år låtit uppföra några bodar. Huvudparten av tomten förvärvades i januari 1653 av friherre Erik Fleming, där han uppförde Flemingska palatset på den västra delen av kvarteret. 
I Saltkompaniets packhus fanns på 1600-talets slut ett skrädderi och klädesbod. På kopparsticket från Erik Dahlberghs Suecia antiqua et hodierna syns hur köpmannen har hängt ut sina varor på husets fasad. Det var ett bra läge för en butik i omedelbar närhet till Stockholms slott och Skeppsbrons många kunder. På bilden syns även en del större stenblock, förmodligen avsedda för det nya slottet. 
År 1868 revs Saltkompaniets hus för att ge plats åt Stockholms telegrafstation. Det var en del stockholmare som ogillade rivningen eftersom Saltkompaniets packhus hade ombyggts vid 1700-talets slut till ett praktfullt palats med halvcirkelformad trappa och "idel hwälvda rum". Här fanns på 1800-talet omväxlande Riksgäldskontoret, Riksarkivet och Antikvitets Akademin.